# (17574) 1994 PT13
A (17574) 1994 PT13 a Naprendszer kisbolygóövében található aszteroida. Eric Walter Elst fedezte fel 1994. augusztus 10-én.